# Lill-Bränntjärnen (Bygdeå socken, Västerbotten)
Lill-Bränntjärnen är en sjö i Robertsfors kommun i Västerbotten och ingår i Dalkarlsåns huvudavrinningsområde. Sjön har en area på 0,0306 kvadratkilometer och ligger 164 meter över havet.

## Delavrinningsområde
Lill-Bränntjärnen ingår i det delavrinningsområde (712746-172965) som SMHI kallar för Ovan Svartbäcken. Medelhöjden är 136 meter över havet och ytan är 24,34 kvadratkilometer. Räknas de 6 avrinningsområdena uppströms in blir den ackumulerade arean 54,34 kvadratkilometer. Avrinningsområdets utflöde Dalkarlsån mynnar i havet. Avrinningsområdet består mestadels av skog (74 procent) och sankmarker (15 procent). Avrinningsområdet har 0,12 kvadratkilometer vattenytor vilket ger det en sjöprocent på 0,4 procent.